# Zuzwil BE
| BE ist das Kürzel für den Kanton Bern in der Schweiz. Es wird verwendet, um Verwechslungen mit anderen Einträgen des Namens Zuzwil zu vermeiden. |

Zuzwil ist eine politische Gemeinde im Verwaltungskreis Bern-Mittelland des Kantons Bern in der Schweiz.

## Geographie

Historisches Luftbild aus 250 m von Walter Mittelholzer von 1930

Zuzwil liegt auf 565 m ü. M., 12 km nördlich der Kantonshauptstadt Bern (Luftlinie). Das Haufendorf erstreckt sich an aussichtsreicher Lage in einer sich nach Süden öffnenden Hochmulde am Hang des Lerchenberges, im östlichen Teil des Rapperswiler Plateaus, im Schweizer Mittelland.
Die Fläche des 3,47 km² grossen Gemeindegebiets umfasst einen Abschnitt der leicht gewellten Landschaft des zentralen Berner Mittellandes. Der sanft gegen Süden respektive Südosten geneigte Hang von Zuzwil mit der Höhe des Lerchenberges (598 m ü. M.) und dem Rüeggisbüel (mit 601 m ü. M. der höchste Punkt von Zuzwil) nimmt den Hauptteil der Gemeinde ein. Nach Osten erstreckt sich der Gemeindeboden in den Silberenwald (565 m ü. M.) und an den Rand des Bollwaldes; nach Süden in den Sumpfwald. Die westliche Abgrenzung bildet auf weite Strecken der Woolibach, ein Quellbach der Urtenen. Nur ein kleiner Teil des Gemeindebannes mit dem Geizmoos am Hang des Oberholzes liegt westlich dieser Talmulde. Von der Gemeindefläche entfielen 1997 8 % auf Siedlungen, 26 % auf Wald und Gehölze und 66 % auf Landwirtschaft.
Zu Zuzwil gehören mehrere Einzelhöfe. Nachbargemeinden von Zuzwil sind Iffwil, Jegenstorf, Deisswil bei Münchenbuchsee und Rapperswil.

## Geschichte
Die erste urkundliche Erwähnung des Ortes erfolgte 1261 unter dem Namen Zuzwiler. Später erschienen die Bezeichnungen Zuzewile (1279), Zutzwilr (1302) und Zutzewile (1315). Der Ortsname könnte sich eventuell durch die Agglutination der Präposition zu gebildet haben. Es ist deshalb unsicher, ob er auf den Personennamen Uzo oder Zuzo zurückgeht.
Mit seiner ersten Nennung kam Zuzwil an die Ritter von Schüpfen. Seit dem 14. Jahrhundert hatten sowohl die Johanniterkomturei in Münchenbuchsee als auch das Zisterzienserinnenkloster Fraubrunnen reichen Grundbesitz im Dorf. Im Jahr 1406 gelangte die Oberhoheit über das Gebiet an Bern, und Zuzwil wurde dem Landgericht Zollikofen zugeteilt. Nach dem Zusammenbruch des Ancien Régime (1798) gehörte das Dorf während der Helvetik zum Distrikt Zollikofen und ab 1803 zum Oberamt Fraubrunnen, das mit der neuen Kantonsverfassung von 1831 den Status eines Amtsbezirks erhielt.

## Bevölkerung
Mit 545 Einwohnern (Stand 31. Dezember 2023) gehört Zuzwil zu den kleinen Gemeinden des Kantons Bern. Von den Bewohnern sind 97,1 % deutschsprachig, 1,3 % französischsprachig, und 0,6 % sprechen Englisch (Stand 2000). Die Bevölkerungszahl von Zuzwil belief sich 1850 auf 282 Einwohner, 1900 auf 294 Einwohner. Im Verlauf des 20. Jahrhunderts pendelte die Bevölkerungszahl stets im Bereich zwischen 270 und 290 Personen. Seit 1960 (270 Einwohner) wurde eine deutliche Bevölkerungszunahme verzeichnet.

## Politik
Bei den Nationalratswahlen 2023 betrugen die Wähleranteile in Zuzwil (in Klammern die Veränderung im Vergleich zu den Wahlen 2019 in Prozentpunkten): SVP 34,79 % (+5,40), SP 16,12 % (+2,15), Mitte 12,82 % (−5,65), glp 9,61 % (+1,73), Grüne 9,23 % (−2,98), FDP 8,87 % (−0,73), EDU 2,98 % (+1,05), Aufrecht 2,2 % (+2,2), EVP 1,85 % (−1,40), Weitere 1,54 % (−1,77).

## Wirtschaft
Zuzwil war bis in die zweite Hälfte des 20. Jahrhunderts ein vorwiegend durch die Landwirtschaft geprägtes Dorf. Noch heute haben der Ackerbau, der Obstbau sowie die Viehzucht und die Milchwirtschaft einen wichtigen Stellenwert in der Erwerbsstruktur der Bevölkerung. Weitere Arbeitsplätze sind im lokalen Kleingewerbe und im Dienstleistungssektor vorhanden. In den letzten Jahrzehnten hat sich das Dorf dank seiner attraktiven Lage zu einer Wohngemeinde entwickelt. Viele Erwerbstätige sind deshalb Wegpendler, die hauptsächlich in der Agglomeration Bern arbeiten.

## Verkehr
Die Gemeinde liegt abseits der grösseren Durchgangsachsen an einer Verbindungsstrasse von Münchenbuchsee nach Mülchi. Der nächste Anschluss an die Autobahn A6 (Bern–Biel) befindet sich rund 5 km vom Ortskern entfernt. Durch einen Postautokurs, welcher die Strecke von Jegenstorf nach Messen bedient, ist Zuzwil an das Netz des öffentlichen Verkehrs angebunden.

## Sehenswürdigkeiten
Im alten Ortskern sind verschiedene charakteristische Bauernhäuser im bernischen Landstil aus dem 17. bis 19. Jahrhundert erhalten. Zuzwil besitzt keine eigene Kirche, es gehört zur Kirchgemeinde Jegenstorf-Urtenen.

## Bilder

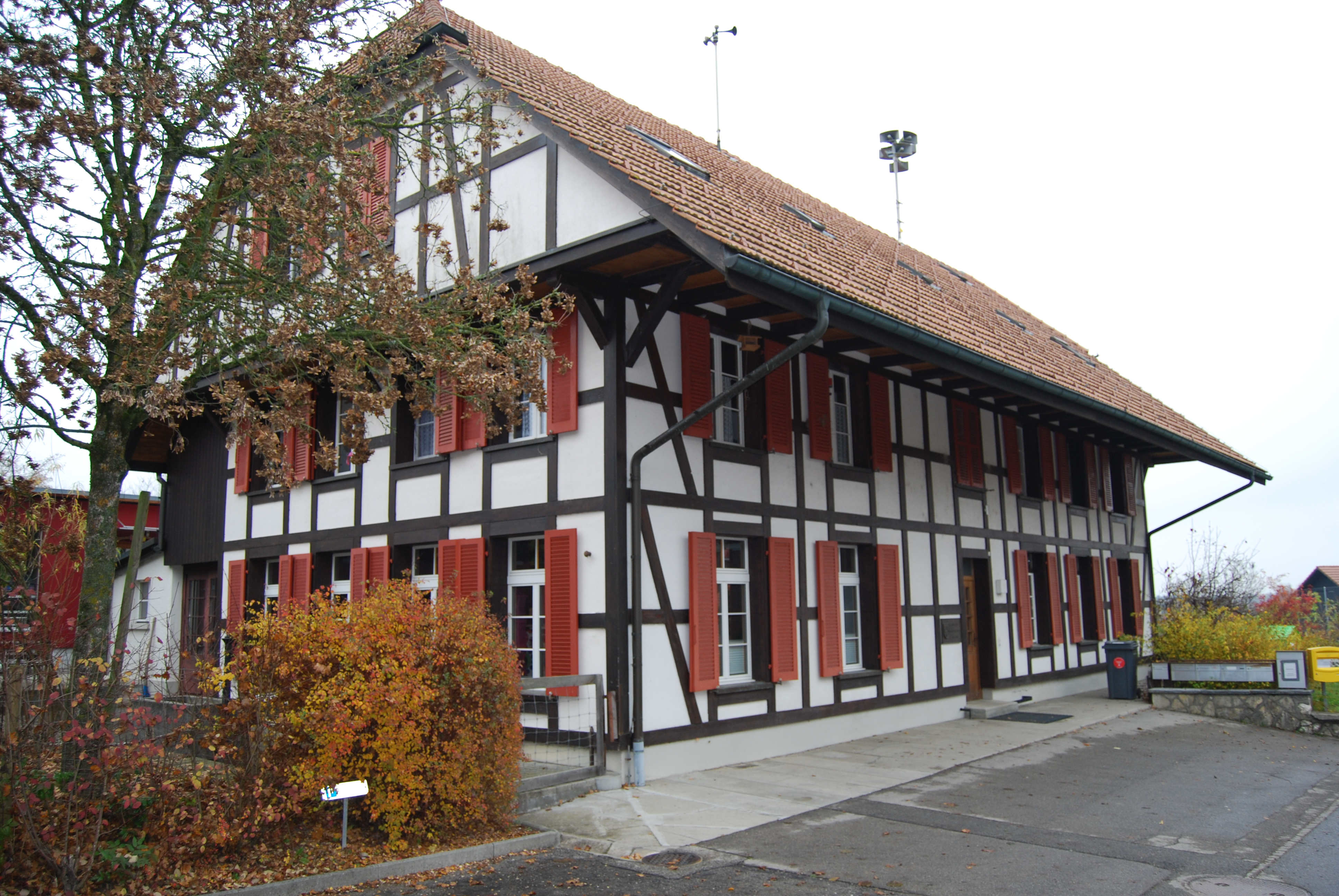
Schulhaus Zuzwil
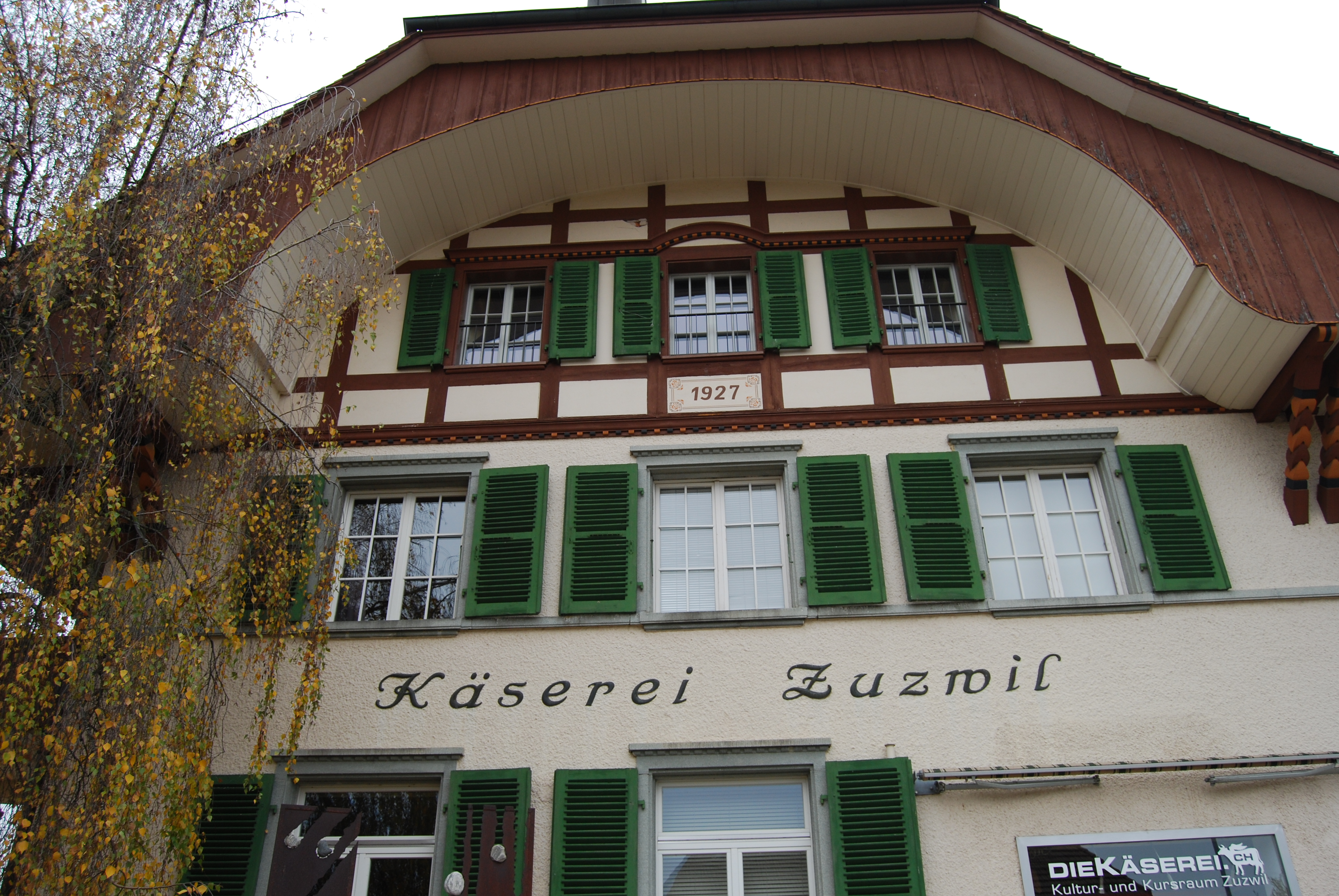
Käserei Zuzwil
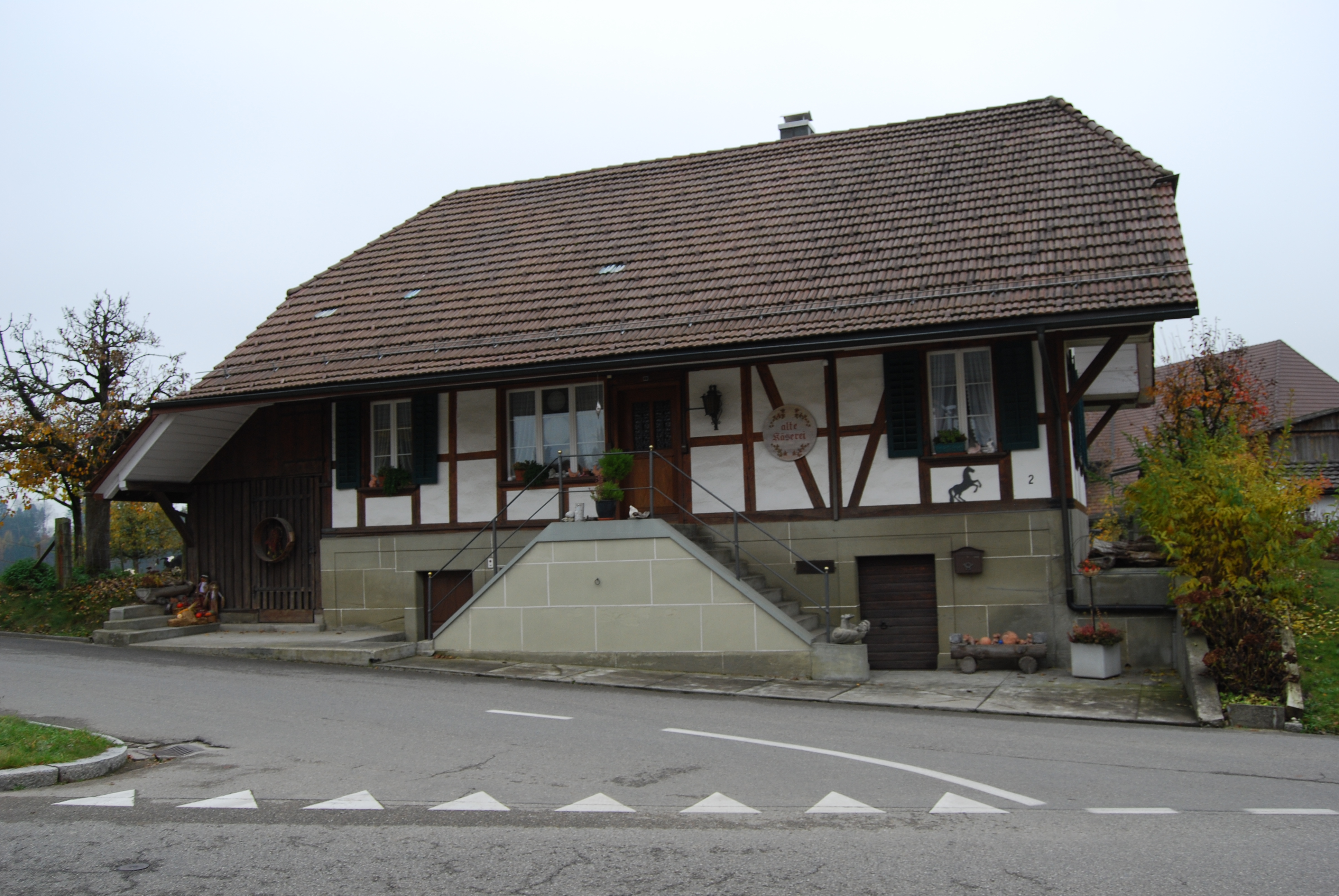
Alte Käserei
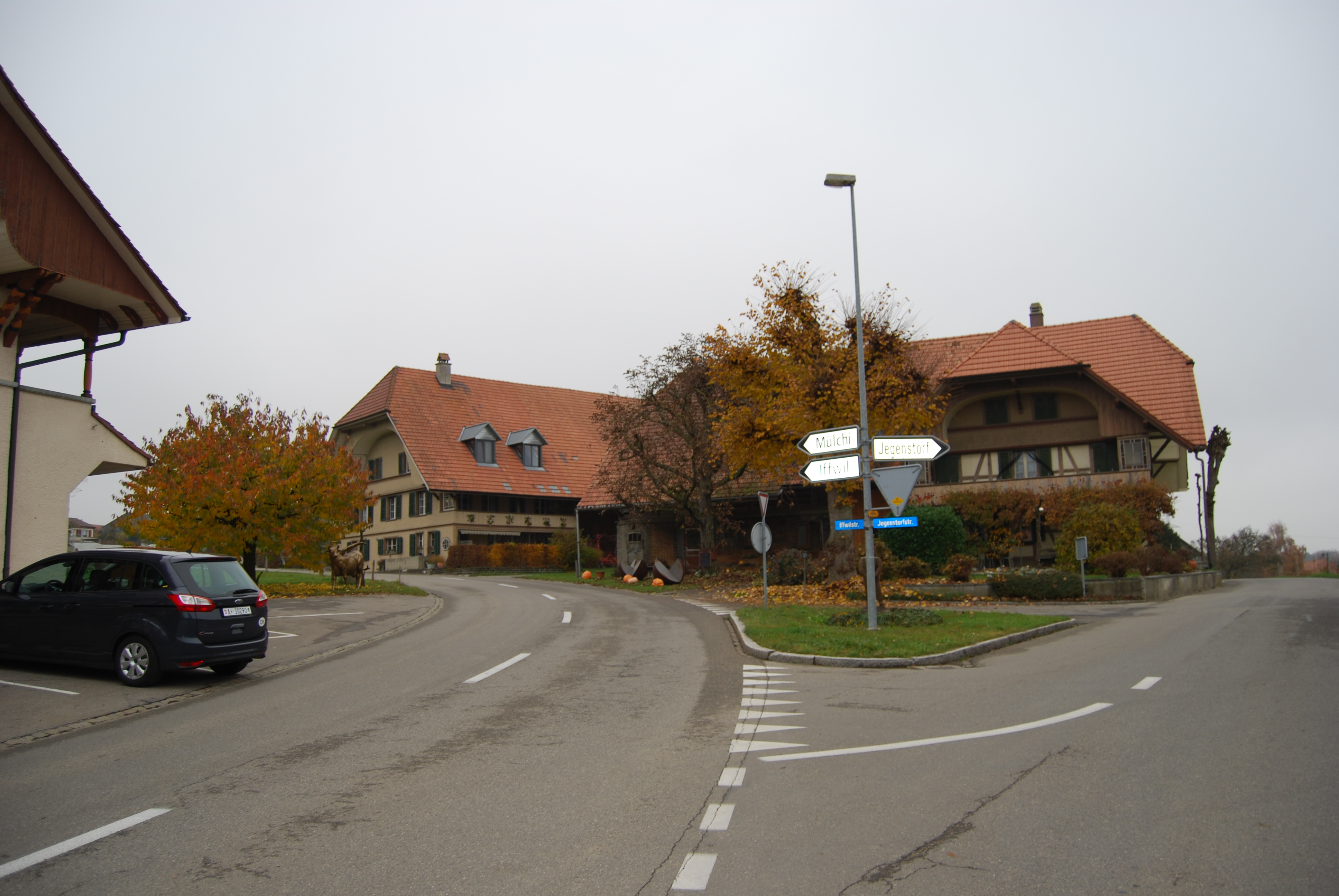
Abzweigung nach Jegenstorf